# 明神ヶ岳 (福島県)
明神ヶ岳（みょうじんがたけ）は、福島県大沼郡会津美里町と河沼郡柳津町にまたがる標高1,074mの山

## 概要
標高1,074mで安山岩質凝灰角礫岩よりなる山で、会津盆地側に崖状になっており、このふもとを、かつて明神ヶ岳断層崖と呼ばれていた会津盆地西縁断層帯がほぼ真北に向け走っている。会津全域からみると博士山とともにほぼ会津の中央に位置する。ここより南西部の山間地がいわゆる奥会津となる。会津若松駅付近から西部の山並みを南に追うと徐々に高まって一番高くみえる三角の頂が明神ヶ岳であり、山頂からは会津盆地はもちろん落葉すれば、猪苗代湖まで眺望できる。明神ヶ岳周辺はツキノワグマの生息地であるため、入山には充分な注意が必要である。
会津の伝説によれば、伊佐須美神社のご神体は、越後との境にある御神楽岳に降臨したあと、博士山をこえ、この明神ヶ岳に降臨したと伝わる。ゆえに山頂ちかくには、伊佐須美神社の祠が残されている。

## 高尾嶺（たかおみね）伝説
貴種流離譚的な伝説は、奥会津と同じく残されている。昔、落武者夫婦と３人の子供がこの地の側の舘山の穴で隠遁生活をしていて、のちに今は堤の下になっている土地に住みついたのが、これが大谷地集落の始まりといわれる。
近年では、会津盆地が一望にできるため、戊辰戦争のときの見張り台の役割をはたしていた。旧暦の5月3日には山頂の祠に濁酒や肴を持ち寄って豊作の祈願祭が行われていたという。

## 登山口
- 大岩（会津美里町西本）登山口
- 牧沢（柳津町西山）登山口